# Souidas tibialis
Genre
Espèce
Synonymes
- Tmeticus tibialis Emerton, 1882
- Erigone monticola Marx, 1890

Souidas tibialis, unique représentant du genre Souidas, est une espèce d'araignées aranéomorphes de la famille des Linyphiidae.

## Distribution
Cette espèce se rencontre aux États-Unis au New Hampshire et au Canada au Québec et aux Territoires du Nord-Ouest.

## Publications originales
- Emerton, 1882 : New England spiders of the family Theridiidae. Transactions of the Connecticut Academy of Arts and Sciences, vol. 6, p. 1-86 (texte intégral).
- Bishop & Crosby, 1936 : Studies in American spiders: Miscellaneous genera of Erigoneae. Festschrift zum 60. Geburstage von Professor Dr. Embrik Strand, Riga, vol. 2, p. 52-64.